# 菊元百貨
25°02′32.43″N 121°30′54.26″E / 25.0423417°N 121.5150722°E

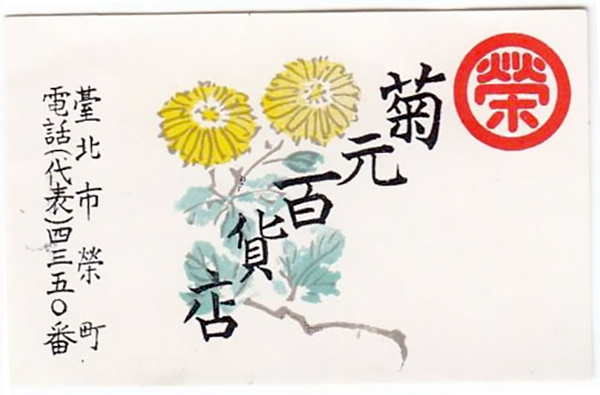
菊元百貨店火柴盒

菊元百貨（日语：／ Kikumoto hyakkaten */?）是位於臺灣臺北市中正區的百貨公司，該公司由日本商人重田榮治創立，於1932年11月28日成立，並於同年12月3日於臺北市榮町開幕。並與臺南市的林百貨及高雄市的吉井百貨並稱為臺灣日治時期的三大百貨公司。
菊元百貨樓高七層，因而在當時被俗稱為「七重天」。這座建築物是當時臺灣的第二高樓，僅次於臺灣總督府廳舍。該百貨公司配備了臺灣首座商用載人電梯以及許多現代化設備，被視為當時榮町繁榮的象徵。二次大戰後，菊元百貨被國民政府接收，並繼續以百貨公司的形式營運，直至1979年結業。該建築後於2017年登錄臺北市歷史建築加以保護。

## 沿革

### 日治時期

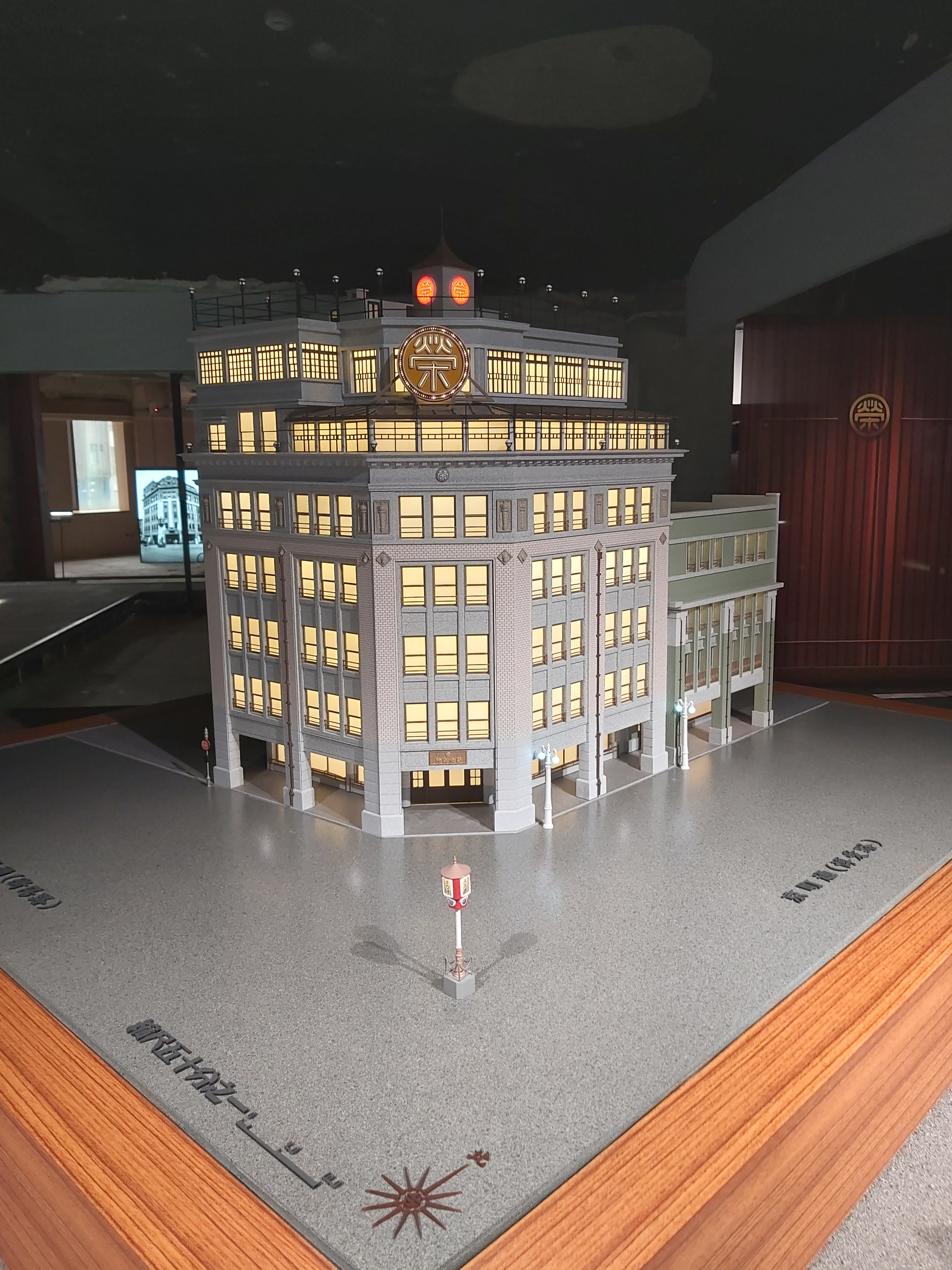
菊元百貨復原模型

菊元百貨由原籍日本山口縣的商人重田榮治在日治時代中期的1932年11月28日成立，不過11月28日時僅是先招待臺灣總督府殖產局局長殖田俊吉、臺北州知事中瀨拙夫、臺北市尹西澤義徵等180名官紳參與落成典禮，真正開幕營業是在該年12月3日。
重田榮治於26歲時來臺創業，從事棉布批發生意。因聽聞日本內地的三越和高島屋等百貨公司有意到臺北開業，於是搶在前頭，在臺北市榮町開設了號稱「全臺最高大樓」的菊元百貨店；其樓高六層，加上頂樓的瞭望台為七層，因而被號稱為「七重天」。菊元百貨店是株式會社菊元商行的關係企業，其投資上有菊元批發部、菊元販賣店及菊元高雄支店，是臺灣百貨界執牛耳的公司。菊元百貨店五樓是當時著名的菊元食堂。
菊元百貨店內裝設的升降梯（當時稱為「流籠」），還有電梯裡負責操作的電梯小姐，更是臺灣當時少見的設置，吸引許多人前來參觀。1939年（昭和14年），《臺灣藝術新報》的記者如此形容電梯小姐：
笑起來有金牙，很像「泉清子」但還要年輕漂亮，身材豐滿……清亮的聲音讓人想入非非，太慢出電梯的年輕人還會被她從後面推出去。——霞中生男，島都百貨店菊元漫步記
在臺灣創下各種首次紀錄的菊元百貨店，因此被稱為台灣「現代化的櫥窗」。一份在國立臺灣歷史博物館常設展所展出的「菊元百貨販售之領帶」包裝及內容物，也成為臺北市現代化、且有一定程度的流行文化的證據。1934年12月1日，日本交通公社（今JTB）台北案內所（旅客服務處）在菊元百貨內開設。
1945年終戰後，重田一家產業全遭沒收，並被遣返日本山口縣岩國市。菊元百貨的前員工之後組成「菊榮會」，定期聚會重溫往事。重田榮治去世後，其遺族延續菊榮會至今。

### 民國時期
1945年10月24日後，以「新台百貨公司」開業，1948年菊元百貨店建物由中華民國政府接收，以「台灣中華國貨公司」名義開業。1951年，中華民國軍人之友社總社也設於該處。1968年，該地段由南洋百貨（現成都路、中華路口「JORDAN喬丹專賣店」所在地）負責人龔漢生標得。1977年，南洋百貨倒閉，葉依仁（特務葉翔之之子）取得經營權，改名洋洋百貨。1979年，洋洋百貨倒閉，葉依仁潛逃海外，建物由世華聯合商業銀行（今國泰世華銀行）接收至今。
2017年，台北市政府文資審議上認定菊元百貨為「歷史建築」，而非與林百貨同等的古蹟，引發文資團體嘩然，並發起活動，要求改提報為古蹟保護。國泰世華銀行官方則回應該建築已非當初原貌，但將保留菊元的立面與騎樓等基本樣式。

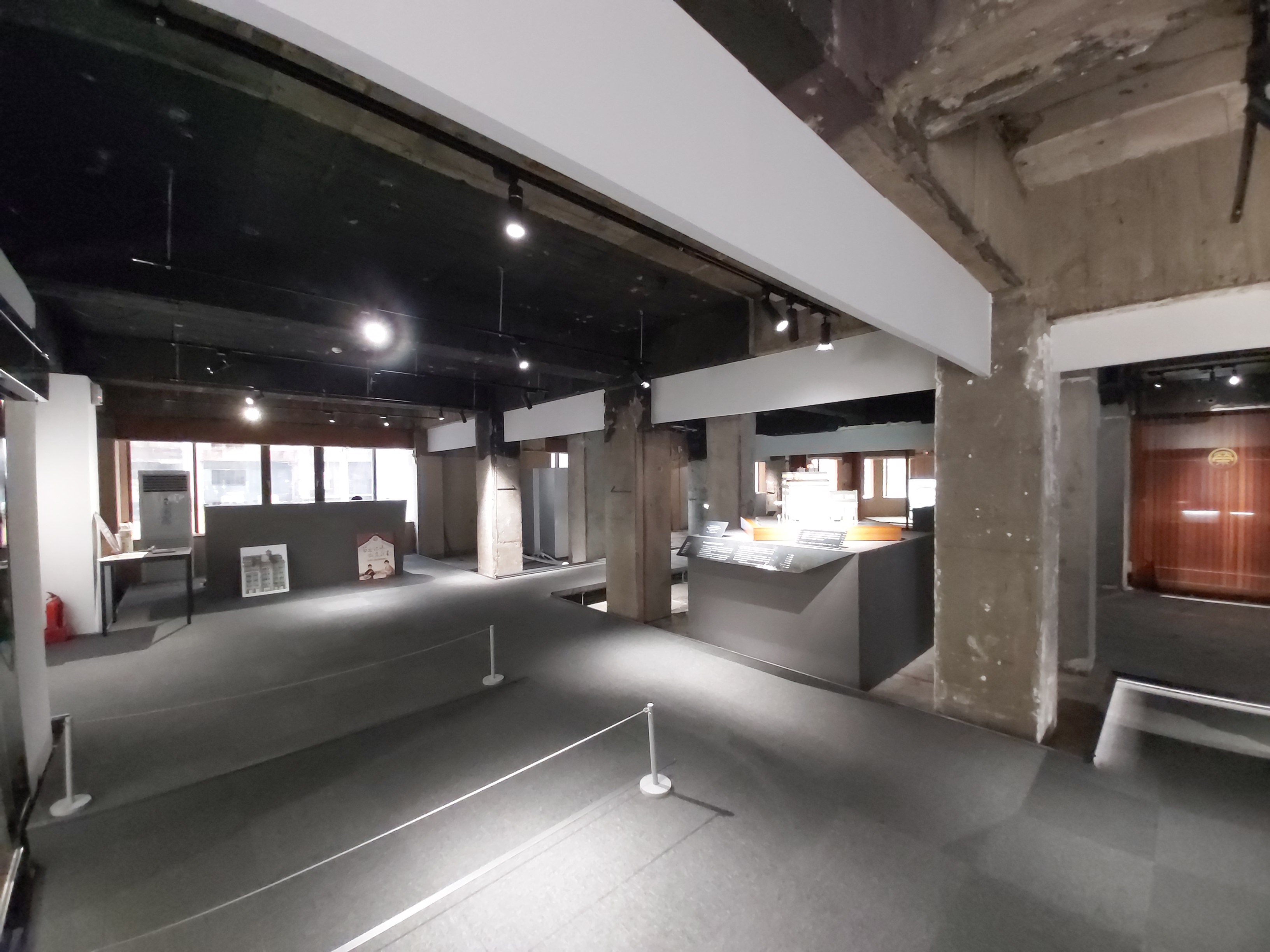
【守護城中．再現菊元】特展

2024年7月26日，國泰世華銀行啟動菊元百貨再造計畫。當日，館內二樓內籌辦「守護城中、再現菊元」行動計畫暨展覽至2025年1月5日止。

## 相關條目

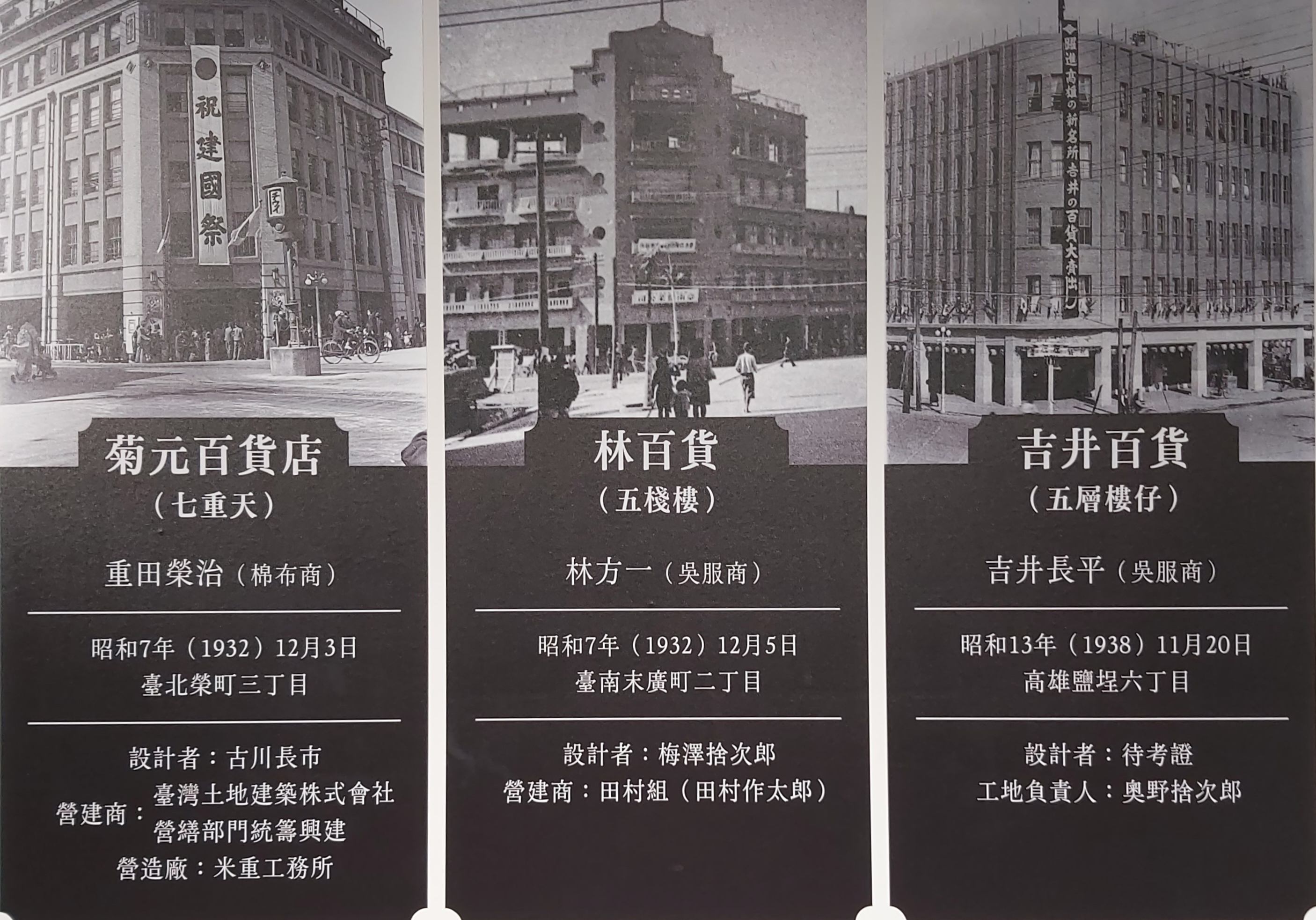
菊元百貨、林百貨與吉井百貨

## 外部連結
- 维基共享资源上的相關多媒體資源：菊元百貨